# Remora remora
La rémora común o rémora tiburonera (Remora remora), es un pez marino de la familia de las rémoras o equeneidos, distribuido por todas las aguas tropicales y subtropicales del planeta.
Su pesca es comercial, pues alcanza un alto valor en el mercado.

## Anatomía

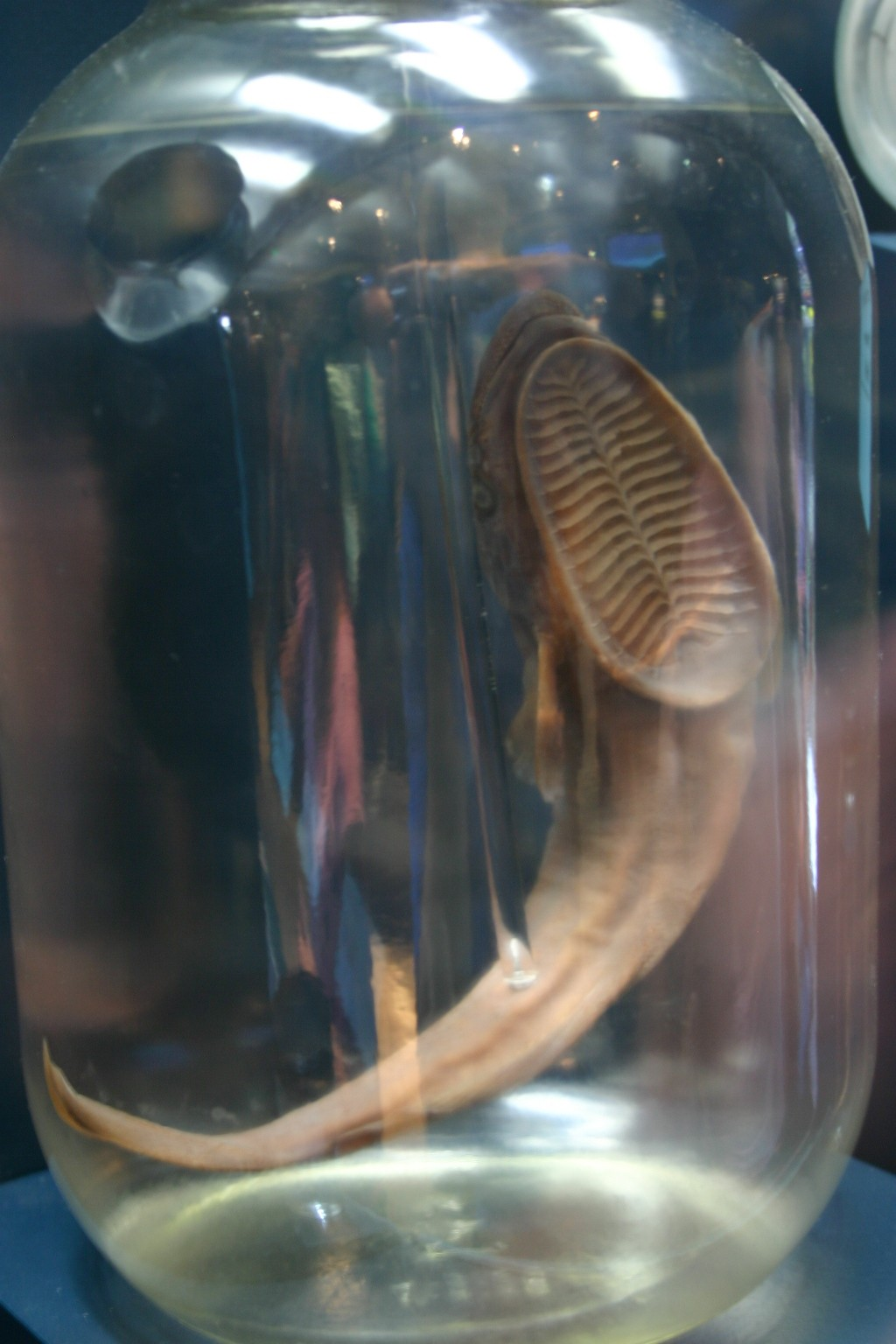
Espécimen en museo, vista dorsal.

Aunque se han descrito capturas de más del doble, la longitud máxima que alcanzan es de unos 40 cm. No tiene espinas ni en la aleta anal ni en la dorsal, teniendo la parte delantera de la aleta dorsal transformada en un disco de succión para adherirse a grandes animales, con un color del cuerpo gris-marrón oscuro.

## Hábitat y biología
Suele vivir cerca de la costa, asociado a zonas de arrecifes, en un rango de profundidad entre 1 y 100m (aproximadamente). Normalmente se asocia con tiburones, aunque también puede adherirse a otros grandes peces, tortugas marinas e incluso a barcos. A veces se le puede observar nadando en vida libre, sobre todo los ejemplares de más edad.
No está clara cual es su alimentación, aunque se ha comprobado que se alimentan de copépodos parásitos.